# رجل أخير

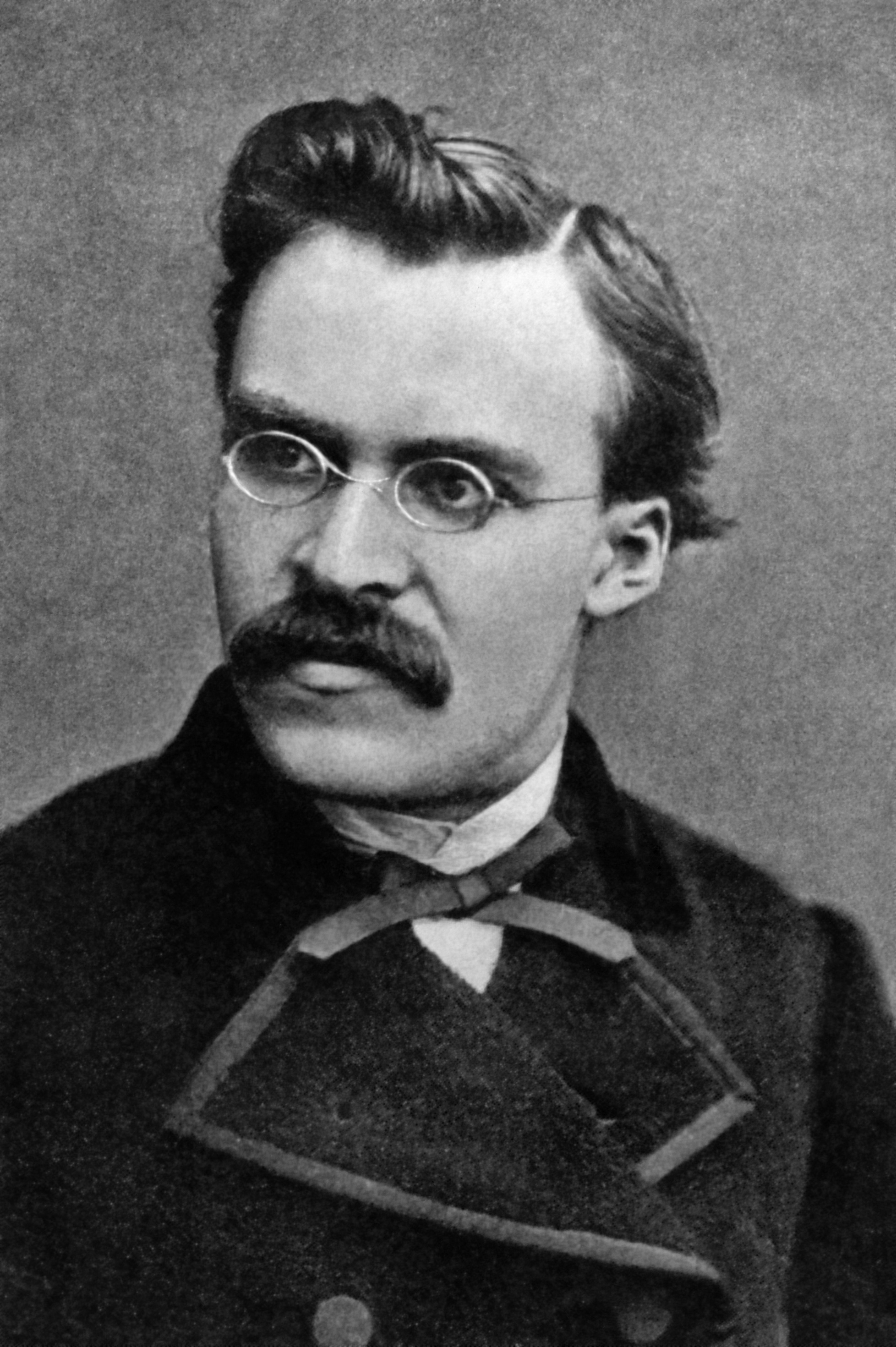
صوره الفيلسوف فريدريتش نيتشه تم معالجتها سنه 2005

رجل أخير (بالألمانية: Letzter Mensch) هو مصطلح استخدمه الفيلسوف فريدريتش نيتشه في كتابه (هكذا تكلم زراثوسترا)، لوصف نقيض كائنه المتخيَّل المتفوق الإنسان الأعلى، أو الرجل الخارق، الذي بشِّر بمظهره الوشيك بواسطة زراثوسترا.الرجل الأخير سئم من الحياة، ولا يتحمل أي مخاطر، ولا يسعى إلا إلى الراحة والأمن.
أول ظهور للرجل الأخير كان في «مقدمة زراثوسترا». وفقاُ لنيتشه، الرجل الأخير هوالهدف الذي حدده المجتمع الحديث والحضارة الغربية لأنفسهم. بعد محاولة فاشلة في كسب السكان لتقبل فكرة الإنسان الأعلى، أو الرجل الخارق، كهدف للمجتمع، بدء زراثوسترا بمواجهتهم بهدف مثير للاشمئزاز حيث أنه يفترض أن هذا سيدفعهم للثورة.يفشل زراثوسترا في محاولته، وبدلاَ من الصد والتلاعب بهم لتحقيق هدف الإنسان الأعلى، يأخذ السكان كلام زراثوسترا حرفياَ ويختارون الهدف المثير للاشمئزاز المتمثل في أن يصبحوا اخر الرجال. هذا القرار يترك زراثوسترا خائباً محبطاً.
حياة الرجل الأخير سلمية ومريحة، لا يوجد تمييز بين الحاكم والمحكوم، قوي فوق ضعيف، أو أعلى على متوسط. الصراعات الاجتماعية والتحديات تصل إلى حدها الأدنى. كل فرد يعيش على مبدأ المساواة وفي وئام «سطحي».لا توجد اتجاهات وأفكار اجتماعية أصلية أو مزدهرة. كما ويتم قمع الفردية والابداع.
حذر نيتشه من أن مجتمع اخر رجل يمكن أن يكون حاجزاً لدعم نمو وازدهار حياة الإنسان الصحية أو الأفراد العظماء. لا يمكن تحقيق فكرة اخر رجل إلا من خلال قيام الإنسان بتربية شخص لا مبالي، أو جماعة عرقية غير قادرة على الحلم، غير راغبة في المجازفة، ويعيشون فقط لكسب رزقهم والحصول على الدفء. إن مجتمع اخر رجل يتناقض مع نظرية نيتشه وإرادته في السلطة، القوة، والطموح وراء الطبيعة البشرية، وفقاَ لنيتشه، والحياة الأخرى في الكون.
الرجل الأخير كما توقع نيتشه، سيكون استجابة واحدة لمشكلة العدمية. لكن الاثار الكاملة لوفاة الله لم تكتشف بعد:" الحدث بحد ذاته كبير جداَ، وبعيد عن قدرة الجموع على فهمه، حتى لو كانت الأنباء تقول بأن بعض أفكاره قد وصلت إلى الآن."